# Catarata de Pucayaquillo
La Catarata de Pucayaquillo es una caída de agua ubicado en el departamento de San Martín, Perú. Se encuentra en el distrito de Shapaja, en la provincia y región de San Martín.
La catarata se encuentra rodeada de vegetación. Tiene una pendiente de 20 metros.